# Успение Богородично (Владимир)
„Успение Богородично“ `(на руски: Успенский собор) е православен храм на Руска православна църква в град Владимир, катедрала на Владимирската епархия. Представлява забележителен паметник на белокаменното руско строително майсторство от 12 век и е и държавен музей. През 1992 г. е включен в Списъка на световното културно и природно наследство на ЮНЕСКО.

## История
Катедралата е построена между 1158 и 1160 г. по поръка на княза на Владимирско-Суздалско княжество Андрей I Боголюбски. През 1185 до 1189 г. е разширена за да отговаря на по-засиления престиж на Владимир. Със своите 1178 кв. метра тя остава най-големия храм в Русия през следващите 300-400 години. През 1408 г. е украсена с нови стенописи от Андрей Рубльов и Даниил Чьорни. По-късно този паметник на строителството служи за образец на други храмове като църквата Успение Богородично в московския Кремъл. Той е един от малкото храмове, в които са съхранени фреските на Андрей Рубльов. През 1810 г. до катедралата е построена камбанария.